# Lac de Baish
El lac de Baish és un llac glacial que es troba a la conca occidental del Circ de Saboredo, al vessant nord del Pirineu. La seva altitud és 2.267 metres i la seva superfície és de 2,70 hectàrees. Forma part de la zona perifèrica del Parc Nacional d'Aigüestortes i Estany de Sant Maurici, i pertany al terme municipal d'Naut Aran a la Vall d'Aran.
Dintre de les obres que l'empresa Sociedad Productora de Fuerzas Motrices va fer per ampliar la conca de captació d'aigua de la central d'Arties, va construir en els anys 60 del segle XX una canalització soterrada el connecta amb l'estanh Obago del Circ de Colomers.
Per la seva riba septentrional discorre el sender de carros de foc entre el refugi de Saboredo i el refugi d'Amitges. Està situat a 300 metres a l'oest del refugi de Saboredo.
L'emissari del Lac deth Miei desaigua en el Lac de Baish, i les aigües d'aquest van a raure al barratge de Saboredo, situat a la pleta de Saboredo.